# Churwalden
Churwalden és un municipi del cantó dels Grisons (Suïssa), situat al districte de Plessur.

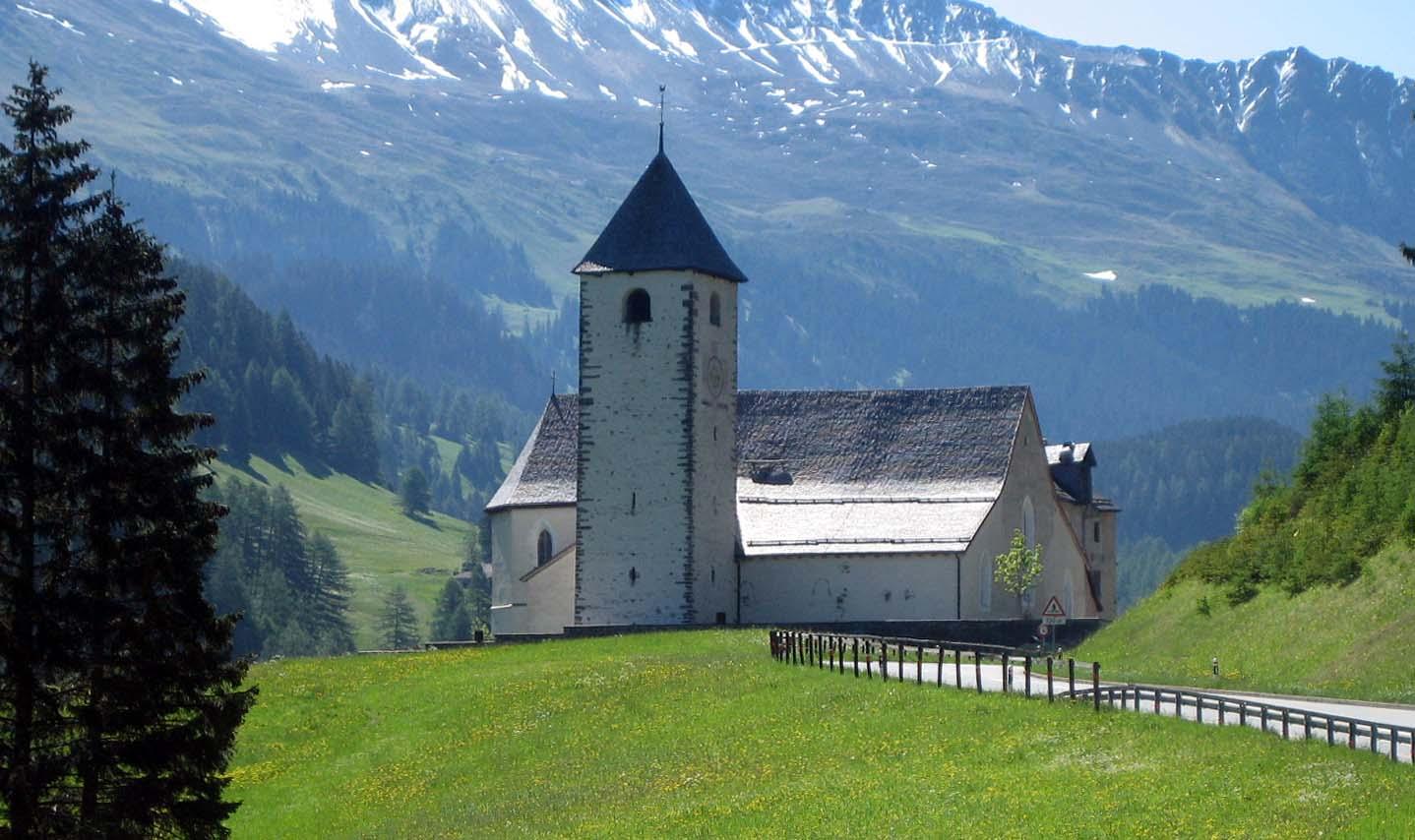
Església